# Juliusz Siwak
Juliusz Tomasz Siwak (ur. 22 maja 1883 we Lwowie, zm. 25 stycznia 1956 w Krakowie) – podpułkownik piechoty Wojska Polskiego.

## Życiorys
Juliusz Siwak urodził się 22 maja 1883 roku we Lwowie, w rodzinie Józefa i Katarzyny z Maksymowskich. 18 sierpnia 1904 roku, jako ochotnik, wstąpił do cesarskiej i królewskiej armii. Służył w 20 Galicyjskim Pułku Piechoty, w którym zajmował kolejno stanowiska: dowódcy plutonu, adiutanta batalionu, dowódcy kompanii, dowódcy batalionu i kierownika grupy wyszkolenia. W 1918 roku został członkiem polskiej, patriotycznej organizacji „Wolność”, działającej w jego macierzystym pułku.
W listopadzie 1918 roku, po powrocie z frontu włoskiego, wstąpił do Wojska Polskiego w randze kapitana i tymczasowo dowodził 1 Pułkiem Strzelców Podhalańskich. 25 lipca 1920 roku, po powrocie z wyprawy na Kijów, objął dowództwo 3/V Baonu Wartowniczego w Cieszynie. 30 września 1920 roku został zatwierdzony, z dniem 1 kwietnia 1920 roku, w stopniu majora, w piechocie, w grupie oficerów byłej armii austriacko-węgierskiej. Pełnił wówczas służbę w 19 Pułku Piechoty Odsieczy.
3 maja 1922 roku został zweryfikowany w stopniu majora ze starszeństwem z dniem 1 czerwca 1919 roku i 71. lokatą w korpusie oficerów piechoty. Później dowodził batalionem w 55 Pułku Piechoty oraz zajmował stanowisko zastępcy dowódcy 61 Pułku Piechoty Wielkopolskiej. 31 marca 1924 roku został awansowany na podpułkownika ze starszeństwem z dniem 1 lipca 1923 roku i 39. lokatą w korpusie oficerów piechoty. Następnie pełnił służbę w dowództwie 15 Dywizji Piechoty w Bydgoszczy, pozostając oficerem nadetatowym 61 pp. W październiku 1927 roku został przeniesiony do kadry oficerów piechoty z równoczesnym przeniesieniem służbowym do Powiatowej Komendy Uzupełnień Włocławek na okres sześciu miesięcy celem odbycia praktyki poborowej. W kwietniu 1928 roku przeniesiony został do Powiatowej Komendy Uzupełnień Grodno na stanowisko komendanta. Z dniem 31 grudnia 1928 roku przeniesiony został w stan spoczynku. W 1934 roku pozostawał w ewidencji Powiatowej Komendy Uzupełnień Lwów Miasto. Posiadał przydział do Oficerskiej Kadry Okręgowej Nr VI. Był wówczas „przewidziany do użycia w czasie wojny”.
Po zakończeniu II wojny światowej do końca swojego życia mieszkał w Krakowie przy ul.Szlak. Zmarł w 1956 roku i został pochowany na Cmentarzu Wojskowym przy ul.Prandoty w Krakowie obecnie zarządzanym razem z Cmentarzem Rakowickim.
Pułkownik Juliusz Siwak został upamiętniony na tablicy pamiątkowej, umieszczonej w kościele św. Kazimierza w Nowym Sączu w 1988, honorującej dowódców 1 Pułku Strzelców Podhalańskich.

## Ordery i odznaczenia
- Krzyż Walecznych (trzykrotnie)
- Krzyż Zasługi Wojskowej III klasy (Austro-Węgry)
- Srebrny Medal Zasługi Wojskowej Signum Laudis (Austro-Węgry)
- Brązowy Medal Zasługi Wojskowej Signum Laudis (Austro-Węgry)
- Krzyż Wojskowy Karola (Austro-Węgry)